# ماربل کانیون (آریزونا)
ماربل کانیون (به انگلیسی: Marble Canyon) یک منطقهٔ مسکونی در ایالات متحده آمریکا است که در شهرستان کاکانینو، آریزونا واقع شده‌است. ماربل کانیون ۱٬۰۸۹٫۰۶ متر بالاتر از سطح دریا واقع شده‌است.